# Параллельные тональности
Параллельные тональности — парные тональности натурального мажора и минора, имеющие идентичные ключевые знаки. Тоника параллельного минора расположена на полтора тона (на малую терцию) ниже тоники мажора. Полный перечень используемых в музыке тональностей:
- До-бемоль мажор — ля-бемоль минор (7 знаков бемолей).
- Соль-бемоль мажор — ми-бемоль минор (6 знаков бемолей).
- Ре-бемоль мажор — си-бемоль минор (5 знаков бемолей).
- Ля-бемоль мажор — фа минор (4 знака бемоля).
- Ми-бемоль мажор — до минор (3 знака бемоля).
- Си-бемоль мажор — соль минор (2 знака бемоля).
- Фа мажор — ре минор (1 знак бемоль).
- До мажор — ля минор (нет знаков).
- Соль мажор — ми минор (1 знак диез).
- Ре мажор — си минор (2 знака диеза).
- Ля мажор — фа-диез минор (3 знака диеза).
- Ми мажор — до-диез минор (4 знака диеза).
- Си мажор — соль-диез минор (5 знаков диезов).
- Фа-диез мажор — ре-диез минор (6 знаков диезов).
- До-диез мажор — ля-диез минор (7 знаков диезов).

|     |     |     |    |    |   |   |   |   |   |     |     |     |     |     |
| Ces | Ges | Des | As | Es | B | F | C | G | D | A   | E   | H   | Fis | Cis |
| as  | es  | b   | f  | c  | g | d | a | e | h | fis | cis | gis | dis | ais |

Существуют также малоупотребляемые пары:
- До-диез мажор — ля-диез минор (семь диезов, соответствует Ре-бемоль мажору и си-бемоль минору)
- До-бемоль мажор — ля-бемоль минор (семь бемолей, соответствует Си мажору и соль-диез минору)

А также теоретические неиспользуемые тональности, использующие дубль-диезы и дубль-бемоли в ключевых знаках и в названиях тональностей. Также параллельные тональности в квинта есть и в гамме тонической.